# Johan Daniel Burén
Johan Daniel Burén, född 16 december 1741 i Tjällmo församling, Östergötlands län, död 2 mars 1780 i Strå församling, Östergötlands län, var en svensk bruksägare och industriidkare.

## Biografi
Johan Daniel Burén föddes 1741 på Skönnarbo bruk i Tjällmo socken. Han var son till brukspatronen Daniel Burén och Hedvig Altijn. Burén var brukspatron på Broby bruk i Strå socken. Han avled 1780 på Broby bruk i Strå socken och begravdes i Strå kyrka.

### Familj
Burén gifte 1769 med Margareta Zetterling (1746–1789), dotter till kyrkoherden Petrus Zetterling i Kuddby församling och Märta Maria Olofsdotter Sjöberg. De fick tillsammans barnen Charlotta Elisabet Burén (född 1774) som var gift med kyrkoherden Per Kernell i Hällestads församling, grosshandlaren Per Göran Burén (1776–1856) i London och Karl Johan Burén (född 1778).